# Wamin
Wamin é uma comuna francesa na região administrativa de Altos da França, no departamento de Pas-de-Calais. Estende-se por uma área de 7,2 km². Em 2010 a comuna tinha 240 habitantes (densidade: 33,3 hab./km²).